# 1980년 동계 올림픽 헝가리 선수단
1980년 동계 올림픽 헝가리 선수단은 미국 레이크플래시드에서 개최된 1980년 동계 올림픽에 참가한 올림픽 헝가리 선수단이다.

## 메달리스트

### 은메달
- 피겨 스케이팅
  - 크리스티나 레고크치/안드라스 셀리 — 아이스 댄싱

## 참조
- 올림픽 공식 결과 보관됨 2012-02-04 - 웨이백 머신